# Kammadike, Gudibanda
Kammadike là một làng thuộc tehsil Gudibanda, huyện Kolar, bang Karnataka, Ấn Độ.